# Previsão de chuvas de ciclones tropicais

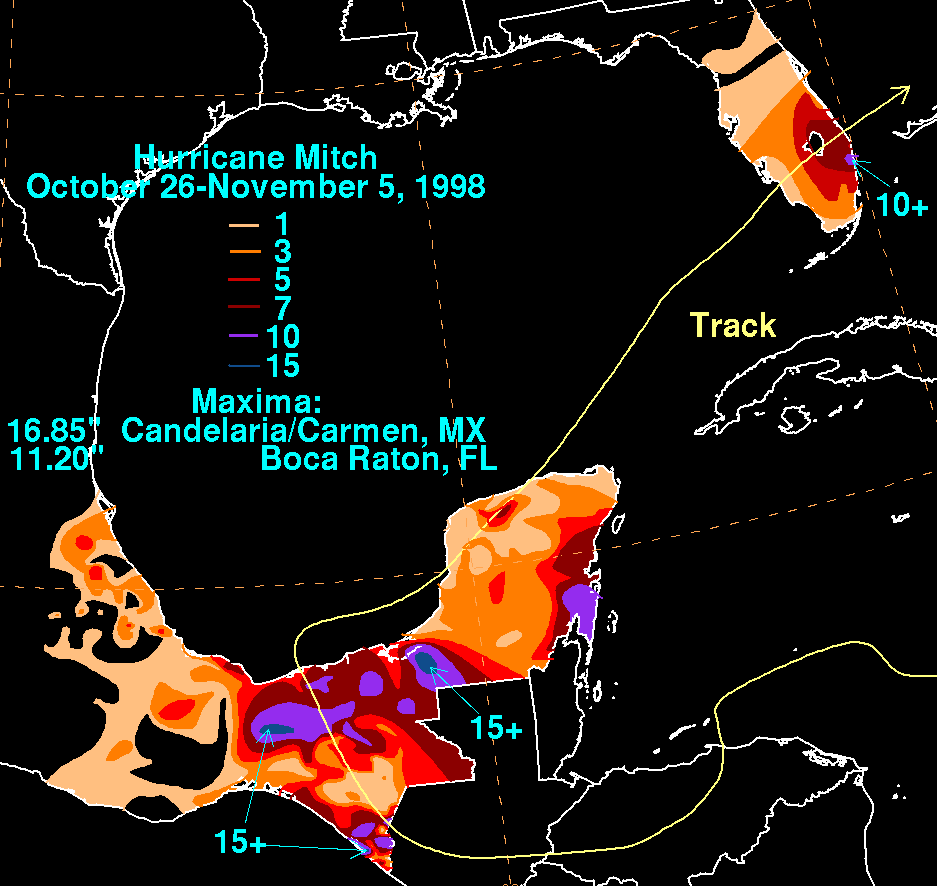
Mapa mostrando a variação da precipitação acumulada provocada pelo furacão Mitch no México e nos Estados Unidos

Previsão de chuvas de ciclones tropicais é um tipo de previsão de ciclones tropicais que enfoca apenas a precipitação esperada de um ciclone tropical, tais como os furacões e os tufões. Conhecimento em climatologia de chuvas de ciclones tropicais é útil na determinação da previsão de chuvas de ciclones tropicais. Naturalmente, um ciclone tropical produz mais chuvas na sua parede do olho e no centro denso nublado, quando esta está presente. O deslocamento lento de um ciclone tropical, como nos casos do furacão Danny e o furacão Wilma pode levar a grandes precipitações acumuladas ao longo de suas trajetórias. No entanto, ventos de cisalhamento verticais levam a diminuição na quantidade de chuvas. A presença de relevos acidentados, tais como montanhas e serras, também leva a uma maior quantidade de chuvas. A aproximação de sistemas frontais de um ciclone tropical também leva a uma maior quantidade de chuva, pois alimentam o ciclone com umidade e provê uma condensação mais rápida do vapor de água. No entanto, se um ciclone tropical se mover sobre águas mais frias, o seu potencial de precipitação fica limitado devido à falta de massas de ar úmidos. Às vezes, a combinação de fatores favoráveis à ocorrência de chuvas pode levar a excepcionais chuvas, como ocorreu durante a passagem do furacão Mitch em 1998.
A maior parte da precipitação causada por um ciclone tropical ocorre na parede do olho, principalmente no lado do semicírculo onde coincide com a direção de deslocamento do sistema. Quanto maior o ciclone tropical, mais chuvas ele causa. O movimento lento ou errático de um ciclone tropical também pode levar a grandes quantidades de chuva. Um ciclone tropical causa mais chuvas quando está "agonizando" sobre terra, pois todas as formas de energia das quais o ciclone se alimenta são interrompidos e a sua umidade remanescente cai sob a forma de chuva. Ventos de cisalhamento em geral limitam a quantidade de chuvas provocadas por ciclones tropicais.
Para a previsão destas chuvas, utilizam-se modelo de previsão de ciclones tropicais. Entre os mais usados, encontram-se o CLIPER (Climatology e Persistence), desenvolvido pelo Laboratório Oceanográfico e Meteorológico do Atlântico  ou mesmo o GFS (Global Forecasting System), usado pela maioria das agências meteorológicas.